# Agmina padi
Agmina padi is een schietmot uit de familie Ecnomidae. De soort komt voor in het Australaziatisch gebied.